# Комплексна амплітуда

Приклад послідовного коливального контуру та відповідної векторної діаграми для певної частоти

Комплексною амплітудою у фізиці та інженерії називають комплексне число, що представляє собою синусоїду, чиї амплітуда (A), кутова частота (ω) та початкова фаза ({\displaystyle \theta }) є незмінними у часі (англ. time-invariant). За межами пострадянського простору найпоширеніший термін фазовий вектор або фазор (англ. phasor), слово, що створене методом телескопії зі слів фаза та вектор. Своїй ідеї використання фазового вектора завдячує більш загальному представленню аналітичного сигналу, яким синусоїда розкладається на результат множення комплексної константи та коефіцієнту, що включає в себе частоту та залежність від часу. Комплексна константа відома у літературі під назвами фазор, комплексна амплітуда, та, у старіших текстах, синор (англ. sinor) чи комплексор (англ. complexor).
Звичайною ситуацією для електричних мереж є наявність кількох синусоїд з однаковою частотою але різною амплітудою та фазою. Єдиною різницею при аналітичному представленні є їх комплексна амплітуда або фазор. Лінійна комбінація таких функцій може бути перетворена у результат лінійної комбінації комплексних амплітуд (відома як арифметика фазорів англ. phasor arithmetic) та коефіцієнтів залежності від часу та частоти, що є спільними для них всіх.
Термін фазор виник на основі коректного припущення, що дії з комплексними амплітудами чимось подібні до дій з векторами .. Важливою особливістю використання комплексних амплітуд є те, що визначення похідної та інтегралу сигналу у формі синусоїди (з сталими амплітудою, періодом та фазою) відповідають простим арифметичним операціям над комплексними амплітудами. Таким чином перехід до комплексних амплітуд дозволяє виконувати аналіз режимів роботи електричних мереж, або іншими словами — розрахунки сталих режимів коливних контурів змінного струму, розв'язанням систем алгебраїчних рівнянь (хоча і з комплексними коефіцієнтами) в області комплексних амплітуд у порівнянні з розв'язанням системи диференціальних рівнянь в часовій області. Винахідником такого перетворення був Чарльз Протеус Штейнмец, що працював у кінці 19 сторіччя у компанії General Electric.
Якщо не звертати увагу на певні математичні тонкощі, то можна сказати, що перетворення комплексних амплітуд є окремим випадком перетворення Лапласа, що додатково може використовуватись для визначення перехідного процесу, що відбувається у коливному колі. Однак власне перетворення Лапласа математично важче застосовувати та це може бути недоречним, якщо мова іде виключно про аналіз сталого режиму.

Рис. 2. Коли функція представлена на комплексній площині, вектор, що утворений дійсною та уявною його частиною, обертається навколо вихідної точки. Його амплітуда позначена через A, один оберт здійснюється за 2π/ω секунд. θ — це кут, що формує вектор до осі реальних чисел в t = n•2π/ω, для цілих n.

## Визначення
Формула Ейлера каже, що синусоїда може бути представлена математично як сума двох функцій з комплексними складовими:
{\displaystyle A\cdot \cos(\omega t+\theta )=A\cdot {\frac {e^{i(\omega t+\theta )}+e^{-i(\omega t+\theta )}}{2}},}    
або як дійсне число однієї з функцій:
{\displaystyle {\begin{aligned}A\cdot \cos(\omega t+\theta )=\operatorname {Re} \{A\cdot e^{i(\omega t+\theta )}\}=\operatorname {Re} \{Ae^{i\theta }\cdot e^{i\omega t}\}.\end{aligned}}}
Функція {\displaystyle A\cdot e^{i(\omega t+\theta )}} є аналітичним представленням {\displaystyle A\cdot \cos(\omega t+\theta ).}  Рисунок 2 показує вектор, що обертається, на комплексній площині. Інколи зручно до всіє функції звертатись, як до комплексної амплітуди, як і буде використано далі у статті. Хоча зазвичай під поняттям комплексної амплітуди мають на увазі лише статичний вектор,{\displaystyle Ae^{i\theta }.}  Ще більш компактне представлення комплексної амплітуди — це використання кутового представлення (англ. angle notation):  {\displaystyle A\angle \theta .\,}  у порівнянні з векторним представленням (англ. vector notation).

## Арифметика комплексної амплітуди

### Множення на скалярну величину
В результаті множення комплексної амплітуди  {\displaystyle Ae^{i\theta }e^{i\omega t}\,} на комплексне число  {\displaystyle Be^{i\phi }\,}  дає іншу комплексну амплітуду. Це означає, що змін зазнає амплітуда та фаза синусоїди, що писана цією комплексною амплітудою:
{\displaystyle {\begin{aligned}\operatorname {Re} \{(Ae^{i\theta }\cdot Be^{i\phi })\cdot e^{i\omega t}\}&=\operatorname {Re} \{(ABe^{i(\theta +\phi )})\cdot e^{i\omega t}\}\\&=AB\cos(\omega t+(\theta +\phi ))\end{aligned}}}
В електроніці {\displaystyle Be^{i\phi }\,} представляє комплексний опір, що є незалежним від часу. Зокрема він не є спрощеним записом іншої комплексної амплітуди. Множення комплексної амплітуди струму на опір дає комплексну амплітуду напруги, але множення між собою двох комплексних амплітуд або зведення до квадрату, що є операцією множення двох синусоїд — це виконання нелінійної операції, що утворює компоненти з новою частотою. Представлення у комплексних амплітудах може застосовуватись лише для систем з однією частотою.

### Диференціювання та інтегрування
Похідна за часом чи інтеграл від комплексної амплітуди дасть іншу комплексну амплітуду. Наприклад:
{\displaystyle {\begin{aligned}\operatorname {Re} \left\{{\frac {d}{dt}}(Ae^{i\theta }\cdot e^{i\omega t})\right\}=\operatorname {Re} \{Ae^{i\theta }\cdot i\omega e^{i\omega t}\}=\operatorname {Re} \{Ae^{i\theta }\cdot e^{i\pi /2}\omega e^{i\omega t}\}=\operatorname {Re} \{\omega Ae^{i(\theta +\pi /2)}\cdot e^{i\omega t}\}=\omega A\cdot \cos(\omega t+\theta +\pi /2)\end{aligned}}}
Таким чином у представленні комплексними амплітудами похідна за часом синусоїди є простим множенням на константу {\displaystyle i\omega =(e^{i\pi /2}\cdot \omega ).\,} 
Подібно до похідної, інтеграл від комплексної амплітуди відповідає множенню на {\displaystyle {\frac {1}{i\omega }}={\frac {e^{-i\pi /2}}{\omega }}.\,}  Залежний від часу коефіцієнт,  {\displaystyle e^{i\omega t}\,},  на зазнає впливу.
Коли ми вирішуємо лінійне диференціальне рівняння у арифметиці комплексних амплітуд ми, фактично, виносимо коефіцієнт {\displaystyle e^{i\omega t}\,}  за межі рівнянь та повертаємо його до відповіді. Наприклад, розглянемо таке рівняння напруги на конденсаторі в RC-колі:
{\displaystyle {\frac {d\ v_{C}(t)}{dt}}+{\frac {1}{RC}}v_{C}(t)={\frac {1}{RC}}v_{S}(t)}
Якщо джерело напруги в колі дає синусоїду:
{\displaystyle v_{S}(t)=V_{P}\cdot \cos(\omega t+\theta ),\,}
можна підставити:
{\displaystyle {\begin{aligned}v_{S}(t)&=\operatorname {Re} \{V_{s}\cdot e^{i\omega t}\}\\\end{aligned}}}
{\displaystyle v_{C}(t)=\operatorname {Re} \{V_{c}\cdot e^{i\omega t}\},}
де комплексні амплітуди  {\displaystyle V_{s}=V_{P}e^{i\theta },\,}  та {\displaystyle V_{c}\,} невідомі, які необхідно визначити.
У спрощеному представлені комплексних амплітуд диференціальне рівняння спрощується до:
{\displaystyle i\omega V_{c}+{\frac {1}{RC}}V_{c}={\frac {1}{RC}}V_{s}}
Вирішуючи для комплексної амплітуди напруги на конденсаторі:
{\displaystyle V_{c}={\frac {1}{1+i\omega RC}}\cdot (V_{s})={\frac {1-i\omega RC}{1+(\omega RC)^{2}}}\cdot (V_{P}e^{i\theta })\,}
Як ми веж бачили, коефіцієнт {\displaystyle V_{s}\,}  представляє різницю амплітуди та фази {\displaystyle v_{C}(t)\,}  по відношенню до {\displaystyle V_{P}\,}  та {\displaystyle \theta .\,}
У полярних координатах:
{\displaystyle {\frac {1}{\sqrt {1+(\omega RC)^{2}}}}\cdot e^{-i\phi (\omega )},{\text{ where }}\phi (\omega )=\arctan(\omega RC).\,}
Таким чином:
{\displaystyle v_{C}(t)={\frac {1}{\sqrt {1+(\omega RC)^{2}}}}\cdot V_{P}\cos(\omega t+\theta -\phi (\omega ))}

### Додавання

Сума комплексних амплітуд у вигляді сум векторів, що обертаються

Сума кількох комплексних амплітуд є ще однією комплексною амплітудою. Це виходить тому, що сума синусоїд однієї частоти є також синусоїдою тієї ж частоти:
{\displaystyle {\begin{aligned}A_{1}\cos(\omega t+\theta _{1})+A_{2}\cos(\omega t+\theta _{2})&=\operatorname {Re} \{A_{1}e^{i\theta _{1}}e^{i\omega t}\}+\operatorname {Re} \{A_{2}e^{i\theta _{2}}e^{i\omega t}\}\\[8pt]&=\operatorname {Re} \{A_{1}e^{i\theta _{1}}e^{i\omega t}+A_{2}e^{i\theta _{2}}e^{i\omega t}\}\\[8pt]&=\operatorname {Re} \{(A_{1}e^{i\theta _{1}}+A_{2}e^{i\theta _{2}})e^{i\omega t}\}\\[8pt]&=\operatorname {Re} \{(A_{3}e^{i\theta _{3}})e^{i\omega t}\}\\[8pt]&=A_{3}\cos(\omega t+\theta _{3}),\end{aligned}}}
де:
{\displaystyle A_{3}^{2}=(A_{1}\cos \theta _{1}+A_{2}\cos \theta _{2})^{2}+(A_{1}\sin \theta _{1}+A_{2}\sin \theta _{2})^{2},}
{\displaystyle \theta _{3}=\arctan \left({\frac {A_{1}\sin \theta _{1}+A_{2}\sin \theta _{2}}{A_{1}\cos \theta _{1}+A_{2}\cos \theta _{2}}}\right)}
чи, за теоремою косинусів на комплексній площині (чи тригонометричних тотожностей для різниці кутів)
{\displaystyle A_{3}^{2}=A_{1}^{2}+A_{2}^{2}-2A_{1}A_{2}\cos(180^{\circ }-\Delta \theta ),=A_{1}^{2}+A_{2}^{2}+2A_{1}A_{2}\cos(\Delta \theta ),}
де {\displaystyle \Delta \theta =\theta _{1}-\theta _{2}}.
Головним є те, що 3 та θ3 не залежать від ω чи t і це уможливлює представлення у вигляді комплексних амплітуд. Час та частота можуть бути викинуті з розгляду та введені назад після виконання дій якщо проведені операції були виключно такі, що утворювали інші комплексні амплітуди. У кутовому представленні операції вище виглядають як:
{\displaystyle A_{1}\angle \theta _{1}+A_{2}\angle \theta _{2}=A_{3}\angle \theta _{3}.\,}
Інший спосіб представлення суми двох векторів з координатами [A1 cos(ωt + θ1), A1 sin(ωt + θ1)] та [A2 cos(ωt + θ2), A2 sin(ωt + θ2)] є додавання векторів для отримання результуючого вектора з координатами [A3 cos(ωt + θ3), A3 sin(ωt + θ3)].

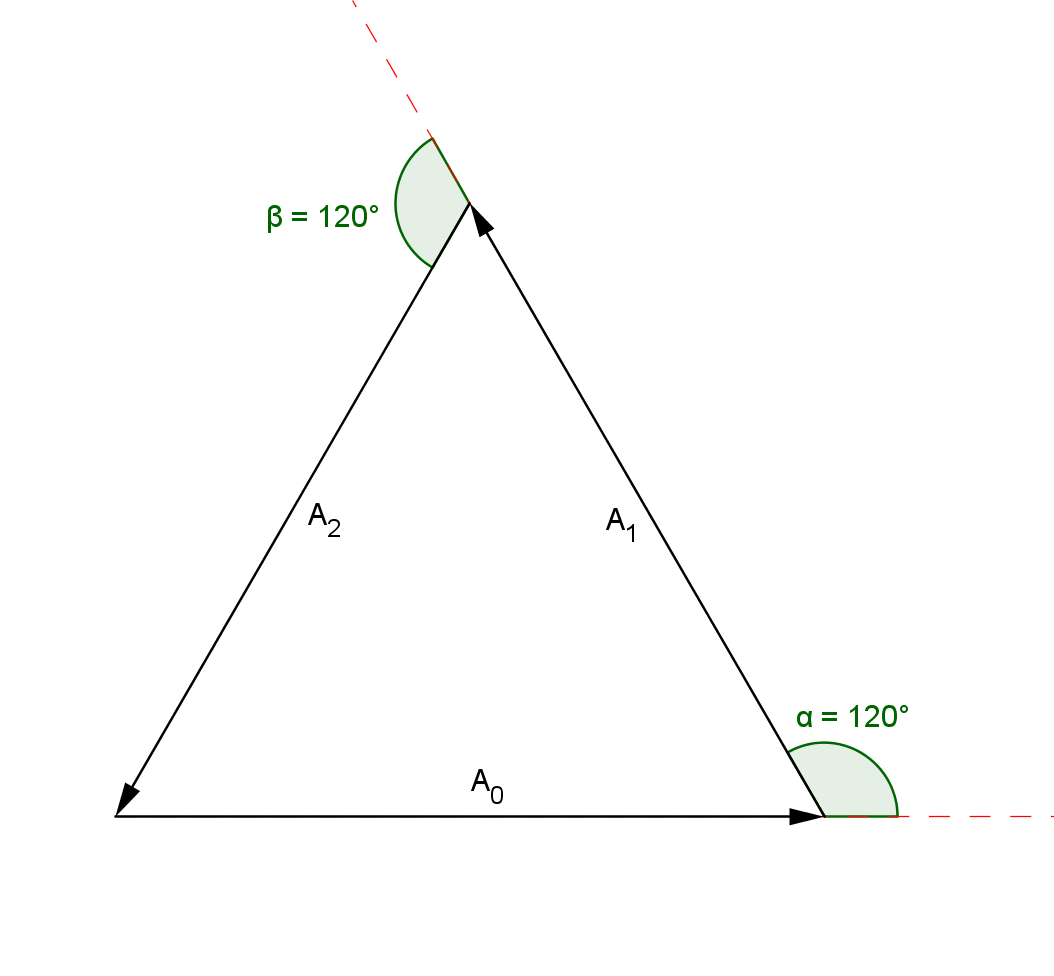
Діаграма комплексних амплітуд трьох хвиль в ідеальній протифазі (perfect destructive interference)

У фізиці таке додавання відбувається, коли синусоїди взаємодіють між собою у фазі або у протифазі. Концепція статичних векторів надає необхідну інформацію для відповіді на питання на кшталт: «Яка різниця у фазі між трьома ідеальними синусоїдами потрібна для отримання ідеальної протифази?» У цьому випадку просто візьміть три вектори однакової довжини та розташуйте їх, сумістивши їх початки та кінці таким чином, що кінець останнього вектора має ті ж координати, що і початок першого. Очевидно, що цій умові відповідає рівносторонній трикутник з кутами між сусідніми векторами 120° (2π/3 радіан) або одна третя довжини хвиліλ/3. Тож різниця фаз має бути також 120°, як у випадку трифазної системи електропостачання.
Іншими словами:
{\displaystyle \cos(\omega t)+\cos(\omega t+2\pi /3)+\cos(\omega t-2\pi /3)=0.\,}
У прикладі з трьома хвилями різниця у фазі між першою та останньою хвилями була 240 градусів, в той час як протифаза для двох хвиль відбувається при 180 градусах. За умови математичного наближення до великої кількості хвиль протифаза виникне за умови, якщо остання комплексна амплітуда є майже паралельною до першої. Це означає, що для великої кількості джерел протифаза виникає за умови різниці між першою та останньою хвилями у 360 градусів, тобто повної довжини хвилі {\displaystyle \lambda }. Саме тому виникають області дифракції з мінімальним освітленням, коли світло з віддаленого джерела подорожує на довжину хвилі довше, ніж від ближчого джерела.

## Діаграма комплексних амплітуд
Інженери у галузях електротехніки, енергетики, електроніки та авіації використовують діаграми комплексних амплітуд (англ. phasor diagrams) для візуалізації комплексних сталих та змінних. Як і вектори, направлені стрілки на папері або у комп'ютерних програмах представляють комплексні амплітуди. Декартова та полярна системи координат має кожна свої переваги, перша краще показує дійсну та уявні складові, в той час як друга — розмір та фазу векторів.

## Застосування

### Розрахунок електричних кіл
З використанням комплексних амплітуди можливе застосування методів для розрахунку кіл постіного струму для кіл зі змінним струмом. Перелік основних правил наведено нижче:
- Закон Ома для резисторів — резистор не має затримок у часі та не змінює фазу сигналу, тому вираз V=IR діє і тут.
- Закон Ома для резисторів, котушок індуктивностей та конденсаторів — V = IZ, де Z — повний опір
- В колі змінного струму потужність має дві складові — активну (P), що є представленням споживання підключеного корисного навантаження, та реактивна (Q), що є споживаною та повернутою потужністю реактивними компонентами протягом одного циклу. Можна визначити повну потужність S = P + jQ, що має амплітуду S. Закон потужності, виражений у комплексних амплітудах, буде S = VI* (де I* — це спряжене значення струму I, та I з V — діючі значення напруги та струму).
- Правила Кірхгофа діють для комплексних амплітуд у комплексній формі.

Враховуючи вищезазначене ми можемо застосувати методи аналізу електричних кіл з комплексними амплітудами для аналізу електричних кіл змінного струму з резисторами, котушками індуктивності та конденсаторами. Кола з кількома частотами можуть бути проаналізовані шляхом перетворення всіх форм хвиль до компонентів синусоїдної форми та вирішення окремих задач, кожна з яких має власну частоту, відповідно до принципу суперпозиції

### Енергетика
Зазвичай, при аналізі трифазної енергосистеми, набір комплексних амплітуд обирається, як три середньоквадратичних одиниці. Що графічно представляються як амплітуди з кутами 0, 120 та 240 градусів. Для спрощення розрахунків можна розглядати багатофазну систему комплексних амплітуд, як збалансовану або, за умови незбалансованості, представити її як систему лінійних збалансованих рівнянь. Такий підхід значно знижує вимоги до складності розрахунків падіння напруги, перетоків потужності та струмів короткого замикання. У контексті аналізу енергосистем фаза представляється у вигляді градуса, а амплітуди — у вигляді середньоквадратичних, а не пікових амплітудних значень синусоїди.
Технологія синхрофазора використовується у цифрових вимірювальних пристроях для визначення напруги в електричних системах у географічно віддалених ділянках. Різниця між комплексними амплітудами показує перетоки потужності та допомагає визначати загрози для стабільності системи.

## Виноски
1. ↑  
  - i - уявна одиниця ({\displaystyle i^{2}=-1}).
  - В електротехніці, через використання літери i для позначення миттєвого значення струму, вісь уявних чисел позначається через j.
  - Частота хвилі в герцах, визначається як {\displaystyle \omega /2\pi }.
2. ↑  
Це виходить з  {\displaystyle {\frac {d}{dt}}(e^{i\omega t})=i\omega e^{i\omega t}}

що означає, що комплексна ступенева функція є власною функцією при операції диференціювання.
3. ↑  
Доказ:

| {\displaystyle {\frac {d\ \operatorname {Re} \{V_{c}\cdot e^{i\omega t}\}}{dt}}+{\frac {1}{RC}}\operatorname {Re} \{V_{c}\cdot e^{i\omega t}\}={\frac {1}{RC}}\operatorname {Re} \{V_{s}\cdot e^{i\omega t}\}} | \| \| \| \| \| \| \| \| | (Eq.1) |
| |                         |        |
| |                         |        |

Оскільки так має бути для всіх {\displaystyle t\,}, зокрема:  {\displaystyle t-{\frac {\pi }{2\omega }},\,}  виходить:

| {\displaystyle {\frac {d\ \operatorname {Im} \{V_{c}\cdot e^{i\omega t}\}}{dt}}+{\frac {1}{RC}}\operatorname {Im} \{V_{c}\cdot e^{i\omega t}\}={\frac {1}{RC}}\operatorname {Im} \{V_{s}\cdot e^{i\omega t}\}} | \| \| \| \| \| \| \| \| | (Eq.2) |
| |                         |        |
| |                         |        |

Також видно, що:

{\displaystyle {\frac {d\ \operatorname {Re} \{V_{c}\cdot e^{i\omega t}\}}{dt}}=\operatorname {Re} \left\{{\frac {d\left(V_{c}\cdot e^{i\omega t}\right)}{dt}}\right\}=\operatorname {Re} \left\{i\omega V_{c}\cdot e^{i\omega t}\right\}}
{\displaystyle {\frac {d\ \operatorname {Im} \{V_{c}\cdot e^{i\omega t}\}}{dt}}=\operatorname {Im} \left\{{\frac {d\left(V_{c}\cdot e^{i\omega t}\right)}{dt}}\right\}=\operatorname {Im} \left\{i\omega V_{c}\cdot e^{i\omega t}\right\}}

Підставляючи в  Eq.1 та  Eq.2, перемножаючи  Eq.2 на {\displaystyle i,\,}  да оддоаючи рівняння одне до одного:
{\displaystyle i\omega V_{c}\cdot e^{i\omega t}+{\frac {1}{RC}}V_{c}\cdot e^{i\omega t}={\frac {1}{RC}}V_{s}\cdot e^{i\omega t}}
{\displaystyle \left(i\omega V_{c}+{\frac {1}{RC}}V_{c}\right)\cdot e^{i\omega t}=\left({\frac {1}{RC}}V_{s}\right)\cdot e^{i\omega t}}
{\displaystyle i\omega V_{c}+{\frac {1}{RC}}V_{c}={\frac {1}{RC}}V_{s}\quad \quad (\mathrm {QED} )}